# مناطق الساحل المغربي
مناطق الساحل المغربي، هم جميع المناطق القبلية في منطقة الساحل المغربي، المعروفة أكثر باسم منطقة الريف (بالامازيغية). منطقة الساحل هي منطقة في شمال المغرب ناتجة عن جمهورية الساحل السابقة التي استمرت من عام 1921 إلى عام 1926. في عام 1926، ضمت جمهورية الساحل (جمهورية الريف) المنطقة الساحلية التي كانت تحت الحماية الإسبانية، ومنطقة حول طنجة الساحلية (الفحص) الساحلية بأكملها، ومنطقة حول بركان (يزناسن) الساحلية بأكملها، ومنطقة حول السعيدية (طريفة) بأكملها. هذه الأراضي مذكورة في النشيد الوطني الرسمي لجمهورية الساحل (طنجة، الحسيمة، الناظور، بركان). تضم هذه المنطقة من جمهورية الساحل، التي أعيد دمجها في المغرب منذ عام 1926، ويحدها من الجنوب منطقة الأطلس، 55 منطقة بالضبط.

## مناطق الساحل الـ55
| اسم المنطقة        | محيط                     | جزء من        |
| الساحل الغربي      |                          |               |
| منطقة الفحصية      | طنجة                     | الساحل الغربي |
| منطقة النجارة      | قصر سغير                 | الساحل الغربي |
| منطقة وادراس       | المدينة الجديدة الشرافات | الساحل الغربي |
| منطقة ايت الحوز    | تطوان                    | الساحل الغربي |
| منطقة ايت حوزمار   | المعاص                   | الساحل الغربي |
| منطقة ايت يدر      | سحتريين                  | الساحل الغربي |
| منطقة ايت مزوار    | دار الشاوي               | الساحل الغربي |
| منطقة ايت الايت    | مدشر المهارزة            | الساحل الغربي |
| منطقة ايت حسان     | الربع بني حسان           | الساحل الغربي |
| منطقة ايت عروس     | سوق الخميس بني عروس      | الساحل الغربي |
| منطقة الغربية      | حاد غربية                | الساحل الغربي |
| منطقة بني الساحل   | اصيلة                    | الساحل الغربي |
| منطقة الخلوت       | العرايش                  | الساحل الغربي |
| منطقة ايت الشريف   | ججوكة                    | الساحل الغربي |
| منطقة ايت ڭـرفات   | سوق السبت بني ڭـرفات     | الساحل الغربي |
| منطقة جبل حبيب     | سيوانة                   | الساحل الغربي |
| منطقة سوماتة       | بني يحيى                 | الساحل الغربي |
| منطقة ايت يسف      | حامة سيدي عثمان          | الساحل الغربي |
| منطقة ايت اخماس    | شفشاون                   | الساحل الغربي |
| منطقة ايت زكار     | تازروت                   | الساحل الغربي |
| منطقة ايت سعيذ     | اوشتام                   | الساحل الغربي |
| منطقة يغمارن       | سطيحة                    | الساحل الغربي |
| منطقة ايت احمد     | الشرافات                 | الساحل الغربي |
| منطقة الغزاوة      | دوار تارية بن فغلوم      | الساحل الغربي |
| منطقة ايت زروال    | دشار تالان داود          | الساحل الغربي |
| الساحل الاوسط      |                          |               |
| منطقة متيوة        | تاكموت                   | الساحل الاوسط |
| منطقة مسطاسة       | مسطاسة                   | الساحل الاوسط |
| منطقة كتامة        | ثلثة كتامة               | الساحل الاوسط |
| منطقة يزناڭـن      | يساڭـن                   | الساحل الاوسط |
| منطقة ايت جميل     | يارسسن                   | الساحل الاوسط |
| منطقة ايت بوفراح   | اباحياتن                 | الساحل الاوسط |
| منطقة تارڭست       | تارڭست                   | الساحل الاوسط |
| منطقة بني يتفت     | بوسمادة                  | الساحل الاوسط |
| منطقة ايت بوشيبات  | دوار تيليوة              | الساحل الاوسط |
| منطقة ايت بشير     | سوق ثلاثة بني بشير       | الساحل الاوسط |
| منطقة يباقويين     | الحسيمة                  | الساحل الاوسط |
| منطقة ايت ورياغل   | اجدير                    | الساحل الاوسط |
| منطقة ايت عمارت    | بني عمارت                | الساحل الاوسط |
| منطقة مرنيسة       | دوار اولاد موسى          | الساحل الاوسط |
| منطقة ايت توزين    | قسيطة                    | الساحل الاوسط |
| منطقة ڭـزناية      | دوار يفزارن              | الساحل الاوسط |
| منطقة ايت تافرسيت  | ايت يرور                 | الساحل الاوسط |
| منطقة ايت وليشك    | انوال                    | الساحل الاوسط |
| منطقة تمسامان      | تمسامان                  | الساحل الاوسط |
| منطقة ايت سعيد     | دار الكبداني             | الساحل الاوسط |
| منطقة المطالسة     | دريوش                    | الساحل الاوسط |
| الساحل الشرقي      |                          |               |
| منطقة القلعاية     | النظور                   | الساحل الشرقي |
| منطقة ايت يكبدانن  | رأس الماء                | الساحل الشرقي |
| منطقة اولاد ستوت   | زايو                     | الساحل الشرقي |
| منطقة ايت بو يحيي  | العروي                   | الساحل الشرقي |
| منطقة اولاد منصور  | السعيدية                 | الساحل الشرقي |
| منطقة العثامنة     | كافيمور                  | الساحل الشرقي |
| منطقة الهوارة      | شعنان                    | الساحل الشرقي |
| منطقة اولاد السغير | مداغ                     | الساحل الشرقي |
| منطقة يات يزناسن   | بركان                    | الساحل الشرقي |